# 가드너주머니쥐
가드너주머니쥐 또는 페루주머니쥐(Monodelphis gardneri)는 주머니쥐과에 속하는 남아메리카 주머니쥐의 일종이다. 페루 중부와 남부 지역 안데스산맥 동부 경사면의 산지 숲에서 발견된다. 작은 주머니쥐로 머리부터 꼬리 기부까지 몸길이는 76~100mm이고 꼬리는 42.5~53mm 정도이다. 비교적 최근에 발견되었으며, 보전 상태 등급은 아직 평가되지 않았다.